# Kad網路
Kad網路（英語：Kad Network）是一個实现了Kademlia協定的點對點網路。大多數Kad Network上的用戶，均會連接到eDonkey网络伺服器。而Kad Network客戶端，一般會查詢eDonkey Network上已知的節點，來取得Kad Network的初始節點。
Kad Network利用UDP
- 尋找ed2k散列來源
- 使用檔案名稱的關鍵字，來搜尋ed2k散列
- 尋找檔案的註解與評分（散列）
- 為防火牆內的節點（低ID）提供夥伴服務（buddy service）
- 貯存位置、註解與（來自關鍵字的）檔名

注意Kad並不會實際用來在點對點網路中傳送檔案，而是在檔案開始傳送時，使用者之間彼此直接連線（透過標準IP網路）。

## 客戶端
目前支援Kad的客戶端程式如下。不過，這些客戶端程式的ed2k使用者佔所有使用者的80%，程式安裝數量接近ed2k總安裝量的95%（eDonkey Network）：
- eMule：一個最流行的開放原始碼Windows客戶端，亦可透過Wine在Linux下運行，佔網路用戶的80%。eMule同時擁有許多修改版。
- aMule：一個衍生自lMule與xMule的跨平台版本，集中於Unix平台。
- MLDonkey：一個可在多個平台運行及支援無數檔案分享協定的免費客戶端軟體。
- kMule：由WiZaRd与Tuxman合作开发的首个舍弃eD2k、完全基于Kad的eMule v0.50a mod。kMule的口号是“The First Kad Only Mule”，其特性为放弃了传统的基于服务器的eD2k网络而仅使用无中心的Kad网络。

## 节点
KAD网络中每一个客户端都是一个节点，组成了KAD网络
节点减少：eMule使用过程中节点有时会减少，这是KAD网络自我优化造成的。
节点文件：通过快速连接一些KAD节点，使客户端更快速的连接KAD网络

## 断头档
原理：断头档文件是一个不完整的下载文件，无法下载完成，但在下载过程中，KAD会不断检测拥有这个档案的客户端，将它们加入到本地客户端的KAD网络，从而达到连接更多相同需求用户的效果，如音乐类断头档会将连接此类断头档用户。
但一部分用户认为断头档会消耗更多资源，而且节点文件的效果也较好。

## 請參閱
- 分散式雜湊表
- ED2k网络